# Mónica Moreno Sánchez
Mónica Moreno Sánchez (Sevilla, 1978) es una política española.

## Biografía
Nacida en la ciudad de Sevilla. Licenciada en ciencias biológicas por la Universidad de Sevilla, reside actualmente en Jaén.  
Moreno fue número una en las listas electorales de la circunscripción de Jaén, llegando al Parlamento de Andalucía en las elecciones andaluzas de 2018.
Actualmente es concejal del Ayuntamiento de Jaén por el Partido Popular, ocupando el cargo de viceportavoz de su  grupo municipal.